# Lista de jogos mais vendidos para Xbox One

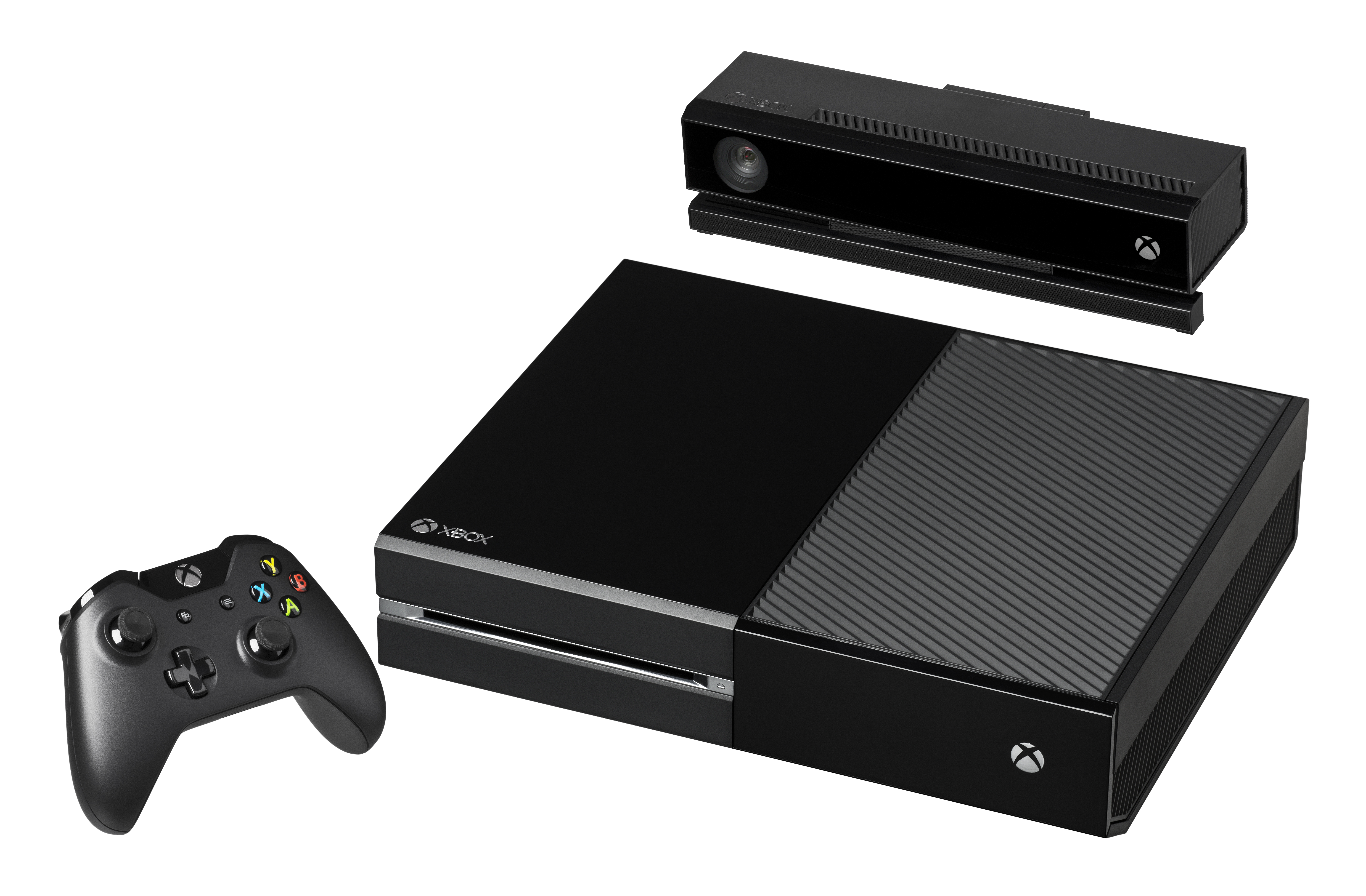
Xbox One juntamente com o seu controle e Kinect

A seguir, é apresentada uma lista dos jogos eletrônicos para o console Xbox One, que venderam pelo menos um milhão de unidades, classificadas em ordem de cópias vendidas. Alguns jogos também podem ter sido lançados em plataformas diferentes do Xbox One, nesse caso, apenas os números de vendas das versões de Xbox One são contados. Em relação aos seus exclusivos, até o momento, Halo 5: Guardians é o jogo mais vendido nesta plataforma, com 5 milhões de unidades vendidas.

## Lista
| Título                         | Vendas totais | Vendas separadas                   | Lançamento             | Desenvolvedora(s)                 | Publicadora(s)    |
| ------------------------------ | ------------- | ---------------------------------- | ---------------------- | --------------------------------- | ----------------- |
| Halo 5: Guardians              | 5.000.000     | N/A                                | 27 de outubro de 2015  | 343 Industries                    | Xbox Game Studios |
| Call of Duty: Infinite Warfare | 3.960.000     | N/A                                | 4 de novembro de 2016  | Infinity Ward                     | Activision        |
| FIFA 17                        | 3.630.000     | N/A                                | 27 de setembro de 2016 | EA Vancouver                      | EA Sports         |
| Cuphead                        | 3.000.000     | Vendas combinadas no Xbox One e PC | 29 de setembro de 2017 | StudioMDHR                        | StudioMDHR        |
| Gears of War 4                 | 2.660.000     | N/A                                | 11 de outubro de 2016  | The Coalition                     | Microsoft Studios |
| Dead Rising 3                  | 2.600.000     | N/A                                | 22 de novembro de 2013 | Capcom Vancouver                  | Microsoft Studios |
| Forza Horizon 3                | 2.500.000     | N/A                                | 27 de setembro de 2016 | Playground Games, Turn 10 Studios | Microsoft Studios |
| Tom Clancy's The Division      | 2.410.000     | N/A                                | 8 de março de 2016     | Massive Entertainment             | Ubisoft           |
| Madden NFL 17                  | 2.020.000     | N/A                                | 23 de agosto de 2016   | EA Tiburon                        | EA Sports         |
| Forza Motorsport 5             | 2.000.000     | N/A                                | 22 de novembro de 2013 | Turn 10 Studios                   | Microsoft Studios |
| Grand Theft Auto V             | 1.820.000     | N/A                                | 18 de novembro de 2014 | Rockstar North                    | Rockstar Games    |
| Minecraft: Xbox One Edition    | 1.780.000     | N/A                                | 5 de setembro de 2014  | Mojang                            | Microsoft Studios |
| Gears of War: Ultimate Edition | 1.600.000     | N/A                                | 25 de agosto de 2015   | The Coalition                     | Microsoft Studios |
| ARK: Survival Evolved          | 1.500.000     | N/A                                | 29 de agosto de 2017   | Studio Wildcard                   | Studio Wildcard   |
| Forza Motorsport 6             | 1.000.000     | N/A                                | 15 de setembro de 2015 | Turn 10 Studios                   | Microsoft Studios |
| Rise of the Tomb Raider        | 1.000.000     | N/A                                | 10 de novembro de 2015 | Crystal Dynamics                  | Microsoft Studios |